# Dobrý autor
Dobrý autor je teoretický koncept Václava Ertla, který byl poprvé uveřejněn v novinách Národní listy roku 1927 a který označoval kritérium k posuzování ne/správnosti, ne/spisovnosti určitého jazykového prostředku.

## Obecná charakteristika
Dobrý autor je název teorie, jež má sloužit jako kritérium pro posouzení správnosti zkoumaného jazykového prostředku. Ertl teorii založil na přesvědčení, že psychofyzicky existují dobří (kvalitní) autoři (spisovatelé), avšak ne ve smyslu „autor vynikajících hodnot uměleckých, nýbrž spisovatel, jehož jazyk jest tak čistý a správný, že může býti vzorem a pramenem poučení všem, kdož se chtějí naučiti bezvadnému jazyku spisovnému“; nebo jinde „dobrými spisovateli rozumíme zde ne spisovatele vynikající estetickou hodnotou svých děl, nýbrž spisovatele dobré ze stanoviska jazykového, a to ještě v tom užším, spíše negativním smyslu slova, takové, v jejichž spisech nenarážíme na jazykové nesprávnosti“. Za takové dobré autory považoval např. F. L. Čelakovského, K. H. Borovského, K. J. Erbena, Aloise Jiráska, K. V. Raise, Zikmunda Wintera, Jana Nerudu, Boženu Němcovou, Svatopluka Čecha, Jaroslava Vrchlického. 
Tito a další dobří autoři by měli být zárukou, že výrazy v jejich dílech se vyskytující jsou správné a české, jinými slovy narazíme-li na výraz, u něhož pochybujeme o jeho správnosti, je tento výraz správný, dohledáme-li ho u dobrého autora. Výrazem (či jazykovým prostředkem) nemusíme rozumět typicky jen lexikum, jde i o gramatické tvary a syntaktické vazby.

## Historie pojmu
Ačkoli je teorie dobrého autora běžně (a správně) přisuzována Václavu Ertlovi, nebyl první, kdo s tímto nápadem přišel. Tzv. dobří, vzoroví autoři se hledali už dříve upozorňuje např. na zmínky u Gebauera), avšak Ertl tuto teorii ucelil, ale co je důležitější, dal ji nové provedení, pojal ji v duchu rozvíjejícího se moderního synchronního pohledu na jazykovou správnost, čímž předznamenal přístup Pražského lingvistického kroužku. „Hledáme-li dobrého autora, podle něhož bychom mohli zařizovati svou praxi jazykovou, z něhož bychom se mohli učiti správnému jazyku, není ho možno hledati mezi autory minulosti, nýbrž mezi spisovateli, kteří mluví týmž jazykem jako my, nebo správněji, s nimiž my mluvíme stejně.“ 

Záměrně neříkáme, že je tato teorie nahlížena absolutně synchronně, jelikož Chromý např. podotýká, že „připisovat Ertlovi roli člověka, který otázky jazykové kultury nazíral z pozice soudobého jazyka, je zavádějící. Ertlem uvádění dobří autoři byli většinou v roce vydání článku v pravém slova smyslu klasikové: Božena Němcová zemřela v roce 1862, Vítězslav Hálek 1874, Karel Havlíček 1856, František Ladislav Čelakovský 1852, František Palacký 1876, Jan Neruda roku 1891, Svatopluk Čech 1908, Jaroslav Vrchlický 1912, Karel Václav Rais 1926 a jediní dva stále žijící spisovatelé byli šestasedmdesátiletý Alois Jirásek (zemřel 1930) a třiašedesátiletý Josef Svatopluk Machar (zemřel 1942). Tito autoři navíc na čtenáře často jazykově působili díly, která napsali delší dobu před svým skonem.“ Ertl si „současnost“ dobrého autora spíše představoval ne v tom smyslu, že je tento autor živý fyzicky a píše v Ertlově době, ale že je živý literárně, tedy že je čten. Však členové PLK v závěrečném příspěvku Obecné zásady pro kulturu jazyka ve sborníku Spisovná čeština a jazyková kultura brali za prameny pro synchronní studium literární praxi i padesát let starou. V každém případě Ertl neopouštěl zcela hledisko historické, hledisko, které bylo zastáváno v teoriích jazykové kultury především předchozími generacemi, kdy se dobří autoři hledali v 17. století i v minulosti hlubší, třeba až v období staročeštiny. Takto hledali oporu pro soudobé výrazy např. matiční Brus, František Bartoš, Jan Gebauer. Ertl také neopouštěl historické hledisko v tom smyslu, že „doklady ze starších fází češtiny jsou podle Ertla užitečné například v obhajobě těch prostředků, jejichž správnost se zpochybňuje [, takže] historické kritérium je u něj sice zatlačeno do pozadí (více než u Gebauera a snad i Zubatého), není mu však upírána důležitost“.

Jinak ovšem Ertl odmítal zacházet hluboko do historie, neboť věděl, že jsou s tímto přístupem spojené významné problémy. Příklady, které uvádějí např. zmínění jazykovědci Bartoš a Gebauer, „jsou skoro většinou příklady staročeské do nové češtiny jen převlečené“. Nevěřil, že by oživování archaismů nebo jejich „transkripce“ do nové češtiny mohly mít úspěch, protože „skutečnost, živý jazykový cit vzpíral se tomuto obohacování a zdokonalování řeči prvky dávno odumřelými“. Tak se prostě nemůže stát, že se za modernější míti smůlu, byť frazém německého původu, dosadí starý, dokonale český frazém propéci pánvičku. Bylo by to pro jazyk naopak neprospěšné. Dále tu byl problém s přehlížením vývojových tendencí jazyka jak po stránce formální, tak stránce obsahové. A konečně také problém subjektivního posuzování jazykově příkladné doby, každý jazykovědec, byl-li to vůbec jazykovědec, bral vhodné příklady z jiného období, a tak se stávalo, že každý doporučoval něco jiného.

## Dobrý autor versus autor absolutně dobrý
Ačkoli Ertl explicitně dobré autory vyjmenoval, uvědomoval si, že dobrý autor je dobrý pouze relativně, jelikož u každého autora lze najít nějaké chyby, tudíž tento pojem není naprosto spolehlivý. Zavádí tak pojem autor absolutně dobrý. „Jsou jen spisovatelé relativně dobří, více nebo méně přesní, podle toho, jak se jejich jazyková praxe blíží praxi spisovatele vskutku absolutně dobrého [, který] stojí nejen nade všemi autory jisté doby, nýbrž i nad jazykovou teorií. Podle něho třídíme spisovatele na dobré a špatné, z jeho jazyka vyvozujeme pravidla a normy, jimiž se mají řídit všichni píšící spisovným jazykem jeho doby […] tento absolutně dobrý spisovatel je pouhá fikce, abstraktní představa ve skutečnosti nikde neexistující, souhrn znaků získaných pozorováním a srovnáváním spisovatelů skutečně existujících […] Není to tedy v principu ani Němcová, ani Neruda, ani Čech nebo Jirásek atd., nýbrž Němcová a Neruda a Čech a Jirásek atd., všichni dohromady a žádný zvlášť“. Ertl se pojmem absolutně dobrý autor vyhnul tomu, co nazývá „circulus vitiosus“, tedy jakýsi argumentačně bludný kruh – kritéria pro stanovení dobrého autora čerpáme z mluvnic a slovníků, ale samotná kritéria mluvnic a slovníků jsou založena na už stanoveném dobrém autoru. Proces je však takový, že čtením co největšího počtu relevantních (tzn. čtených) spisovatelů se hledají prvky, ve kterých se co největší počet těchto spisovatelů shoduje, tyto prvky pak jsou pokládány za správné a jen z těchto správných prvků vzniká absolutně dobrý autor, který je základem teorie spisovného jazyka a slovníku a zároveň tedy kritériem pro třídění autorů na dobré a nedobré. Dobrým autorem je tedy ten, kdo se co nejvíce blíží představě absolutně dobrého autora a tento dobrý autor má být skutečně existujícím jazykovým vzorem pro všechny ostatní, vzorem, podle kterého se má jazyku učit, jak jsme zmínili v citaci výše. Nicméně podle Chromého se Ertl stejně nevyhnul skutečnosti, že „při hlubším pohledu se ukazuje, že základ této teorie je ze své podstaty tautologický – kritériem označení autora za dobrého (tj. jazykově správného) je totiž jeho jazyková správnost (respektive co nejmenší nesprávnost). Zjednodušeně řečeno se nejprve určí, co je správné, aby se podle toho mohlo určit, že to je správné.“

## Teorie dobrého autora: přínosy a kritika
Výhoda teorie dobrého autora podle Ertla spočívala v tom, že byl objektivní, empirický a zabraňoval subjektivnímu zasahování puristů, kteří na jazyk uvalovali kritéria mimojazyková, a tedy i různým neshodám. U teorie dobrého autora šlo o kritérium vzaté přímo z jazyka, a to bylo v teorii spisovného jazyka také nové, jak poznamenává Bělič (1968), vedle již zmíněného „synchronního“ přístupu. Dále je tato teorie podle Ertla oprávněná, protože určuje jako správné to, v čem se shoduje kolektiv nejlepších uživatelů jazyka a jazyk je kolektivní útvar. 

Ovšem Haller ve svém příspěvku k jazykové správnosti nazvaném Problémy jazykové správnosti (1930–1931) Ertlovi vytýká, že si jeho teorie protiřečí s jeho praxí v Naší řeči, že přece jen existují prostředky, které používá většina dobrých autorů, ale Ertl je kritizuje. „Ertl sám tu v svých jazykových referátech odsuzuje […] mnohé výrazy, kterých užívají nejen někteří autoři řečení dobří, nýbrž téměř všichni“. Mezi mnoha příklady udává např. slova tvořená prefixem bez– (podle německého sufixu –los). Ukazuje se tu zřejmě, že si Ertl něco z purismu zachovával (viz heslo Václav Ertl) a že teorie dobrého autora nefunguje úplně spolehlivě. 

Jaromír Bělič (1968) vytýká Ertlově teorii, že „kritériem správnosti ve spisovném jazyce vůbec měl být jen jazyk krásné literatury, který přece mívá své zvláštnosti podle záměrů a potřeb autora, kdežto daleko převažující široká odvětví jazykové komunikace v denním životě, v pracovním styku, ve vědecké práci atd. zůstávala stranou.“ Bělič následně dodává, že s vhodnější teorií spisovného jazyka ohlížející se na rozvrstvení spisovného jazyka podle jeho různých funkcí přišel Pražský lingvistický kroužek v již zmíněném slavném sborníku.
Ertlova teorie dobrého autora nebyla ideální, nemění to však nic na skutečnosti, že byla v jeho době svým způsobem průkopnická.

### Primární
Ertl, Václav. 2011. „Dobrý autor.“ In Dobrý autor: Výbor z jazykovědného díla, ed. Jan Chromý, 87–102. Praha: Akropolis. 

Ertl, Václav. 2011. „Co dělat?: Několik poznámek k Dobrému autoru.“ In Dobrý autor: Výbor z jazykovědného díla, ed. Jan Chromý, 103–110. Praha: Akropolis.

### Sekundární
Bělič, Jaromír. 1968. „Padesát let spisovné češtiny v samostatném státě.“ Naše řeč 51 (5): nepag. http://nase-rec.ujc.cas.cz/archiv.php?art=5408 (datum přístupu 20. června 2014). 

Bičan, Aleš. Václav Ertl. ÚJČ AV ČR. https://web.archive.org/web/20150321091811/http://www.ujc.cas.cz/lingviste/ertl-vaclav.html (datum přístupu 20. června 2014). 

Daneš, František. 1975. „Sto let od narození Václava Ertla.“ Naše řeč 58 (5): nestr. http://nase-rec.ujc.cas.cz/archiv.php?art=5866 (datum přístupu 20. června 2014). 

Daneš, František. 1996. „Bohemistický odkaz Václava Ertla.“ In Čeština, jak ji znáte i neznáte, eds. Světla Čmejrková et al., 231–234. Praha: Academia. 

Daneš, František. 1998–1999. „Václav Ertl stále aktuální.“ Český jazyk a literatura 49 (9-10): 227–230. 

Haller, Jiří. 1937. „Dvacet let Naší řeči.“ Naše řeč 21 (2-3): nepag. http://nase-rec.ujc.cas.cz/archiv.php?art=3147 (datum přístupu 20. června 2014). 

Haller, Jiří. 2007. „Problémy jazykové správnosti 1.“ In Dar jazyka: Deset statí o češtině, eds. Jan Chromý a František Martínek, 11–30. Praha: Herrmann a synové. 

Havránek, Bohuslav a Miloš Weingart eds. 1932. Spisovná čeština a jazyková kultura. Praha: Melantrich. 

Hodura, Quido. 1930. „Časové úvahy o naší mateřštině.“ Naše řeč 14 (8): nepag. http://nase-rec.ujc.cas.cz/archiv.php?art=1766 (datum přístupu 20. června 2014). 

Hodura, Kvido. 1939. „Vzpomínka na prof. V. Ertla.“ Naše řeč 23 (2): nepag. http://nase-rec.ujc.cas.cz/archiv.php?art=3364 (datum přístupu 20. června 2014). 

Hodura, Kvido. 1949. „Václav Ertl.“ Naše řeč 33 (3-4): nepag. http://nase-rec.ujc.cas.cz/archiv.php?art=4111 (datum přístupu 20. června 2014). 

Chromý, Jan. 2010. „Gebauer – Zubatý – Ertl ze tří perspektiv aneb Jak přistupovat k dějinám lingvistiky.“ Naše řeč 93 (4-5): 230–240. 

Chromý, Jan. 2011. „Předmluva.“ In Dobrý autor: Výbor z jazykovědného díla, ed. Jan Chromý, 7–10. Praha: Akropolis. 

Jelínek, Milan. 2006. „Ertlova teorie jazykové správnosti a jeho vztah k purismu.“ In Teorie a empirie: Bichla pro Krčmovó, eds. Tomáš Hoskovec et al., 9–16. Brno: MU. 

Naše řeč. 1917. Co chceme. Naše řeč 1 (1): nepag. http://nase-rec.ujc.cas.cz/archiv.php?art=1 (datum přístupu 20. června 2014). 

Pleskalová, Jana et al. 2007. Kapitoly z dějin české jazykovědné bohemistiky. Praha: Academia. 

Sedláček, Miloslav. 1991. „K vývoji jazykové kultury češtiny v letech 1918–1945.“ Naše řeč 74, 4-5: 169–180. http://nase-rec.ujc.cas.cz/archiv.php?art=7026 (datum přístupu 20. června 2014). 

Šmejkalová, Martina. 2004. „Češtinář Václav Ertl.“ Bohemistyka 4, 3: 233–239. http://www.bohemistyka.pl/kronika/kronika2004_03.pdf (datum přístupu 20. června 2014). 

Večerka, Radoslav. 2008. Biografickobibliografické medailonky českých lingvistů: bohemistů a slavistů. Brno: MU. Dostupné z: http://www.phil.muni.cz/linguistica/art/vecerka/vec-medailonky2.pdf (datum přístupu 20. června 2014). 

Zubatý, Josef. 1929. „Václav Ertl.“ Naše řeč 13 (3-4): nepag. http://nase-rec.ujc.cas.cz/archiv.php?art=1510 (datum přístupu 20. června 2014).